# Winnetou (Wien 1928)
Winnetou, das Schauspiel aus dem Indianerleben in sechs Bildern nach Karl May’s Reiseerzählung von Dr. K. Hermann Dimmler. In Szene gesetzt und für die Renaissance-Bühne bearbeitet von Ludwig Körner ist eine Dramatisierung der Winnetou-Trilogie von Karl May und wurde 1928 auf der Renaissance-Bühne in Wien von Josef Jarno uraufgeführt.

## Umsetzung
Körner setzte das Stück in „6 Bildern“ um, wobei er 1–4 von Dimmler weitgehend übernahm und 5–8 zu „Von der Elbe bis zum Arkansas“ zusammenzog.
- 1. Die Pioniere der Zivilisation
- 2. Von den Kiowas gefangen
- 3. Dem Tode entronnen
- 4. Indianerliebe und Treue
- 5. Von der Elbe bis zum Arkansas
- 6. Winnetous Tod

Änderungen: Nscho-tschis Auftritt als Bärenjägerin entfällt. In den Helldorf-Settlement-Teil sind Motive aus Der Ölprinz und „Weihnacht!“ eingeflossen, z. B. als er die Auswanderer um Rosalie Ebersbach (hier „Tante Emma“) erweitert. Für Winnetous Tod zu Weihnachten werden weder das Lied „Ave Maria“ noch das Gedicht „Weihnachtsabend“ verwendet; Winnetou stirbt zu „Stille Nacht, heilige Nacht“.
Neue Figuren sind neben „Tante Emma“ noch Peter, Bancroft und Winklay. Santer erhält den Vornamen „Fred“.

## Aufführungen
Diese Neufassung wurde erstmals 1928 in Wien auf der Renaissance-Bühne gespielt. Das Stück wurde kurz darauf auch als dreitägiges Gastspiel in Graz und mindestens einmal in Baden aufgeführt. Weitere Spielorte:
| - Linz 1928 - Berlin 1929 - Dresden 1930 - Berlin 1931 | - Berlin 1938 - Rathen 1938 (var. Raschke) - Warnsdorf 1938 - Rathen 1939 (var. Raschke) | - Wien 1939 - Hamburg 1940 - Hohenstein-Ernstthal 1942 - Wien 1975 |

Dimmler/Körners „Winnetou“ ist auch noch an folgenden Orten nachweisbar: 1938 Stadttheater Hildesheim, 1939 Stadttheater Halberstadt, Volkstheater München, Landestheater Beuthen; 1940 Stadttheater Halle.
Ludwig Körner selbst spielte in mehreren Aufführungen den Old Shatterhand.
Die Körnersche Bearbeitung wurde noch bis in die 1970er Jahre von zahlreichen anderen Bühnen nachgespielt.

## Textausgaben
- Hermann Dimmler: Winnetou. Reiseerzählung von Karl May. Für die Bühne gestaltet. Radebeul 1928.
- Ludwig Körner: Winnetou. Schauspiel aus dem Indianerleben in sechs Bildern nach Karl May's Reiseerzählung von Dr. K. Hermann Dimmler. In Szene gesetzt und für die Renaissance-Bühne bearbeitet, Wien 1928.

## Quelle
- Eintrag im Karl-May-Wiki